# Полонія (хокейний клуб, Чернівці)
Хокейна команда «Полонія» була створена у Чернівцях при однойменному польському національно-культурному спортивному товаристві.

## Історія
«Полонія» брала участь в розіграшах чемпіонату Буковини з хокею впродовж 30-х років XX століття. Клуб має в своєму активі бронзову нагороду сезону 1932 року.

## Титули та досягнення
- Внутрішні
  -  Бронзовий призер чемпіонату Буковини (1): 1932

## Відомі гравці
- Списький
- Софальський